# Bournens
Bournens – miejscowość i gmina (commune) w zachodniej Szwajcarii, w kantonie Vaud, w okręgu (district) Gros-de-Vaud.

## Demografia
W Bournens mieszka 505 osób. W 2021 roku 19,6% populacji gminy stanowiły osoby urodzone poza Szwajcarią. 

## Transport
Przez teren gminy przebiegają autostrady A1 i A9.